# 越南書法

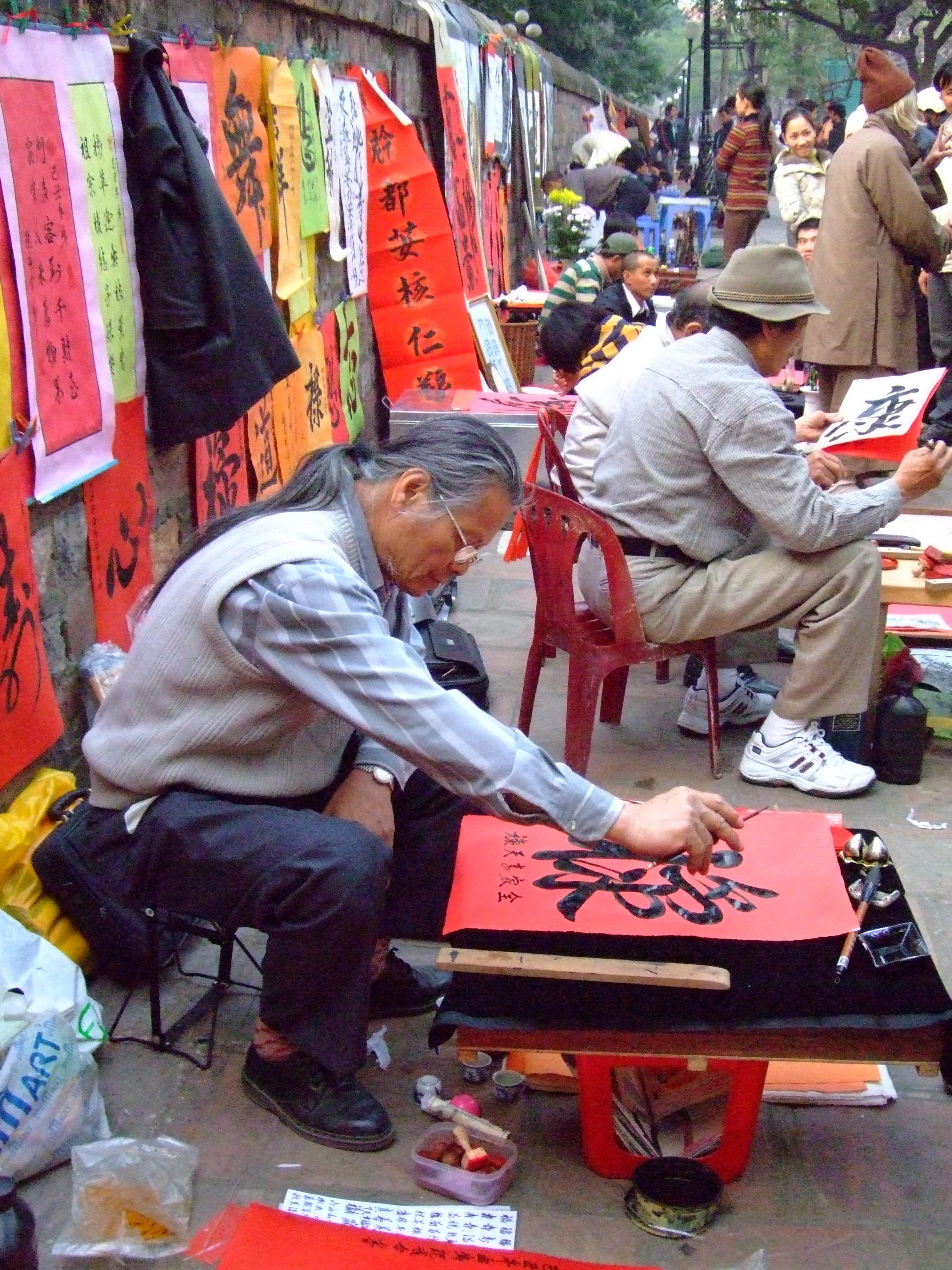
越南街頭的圖翁

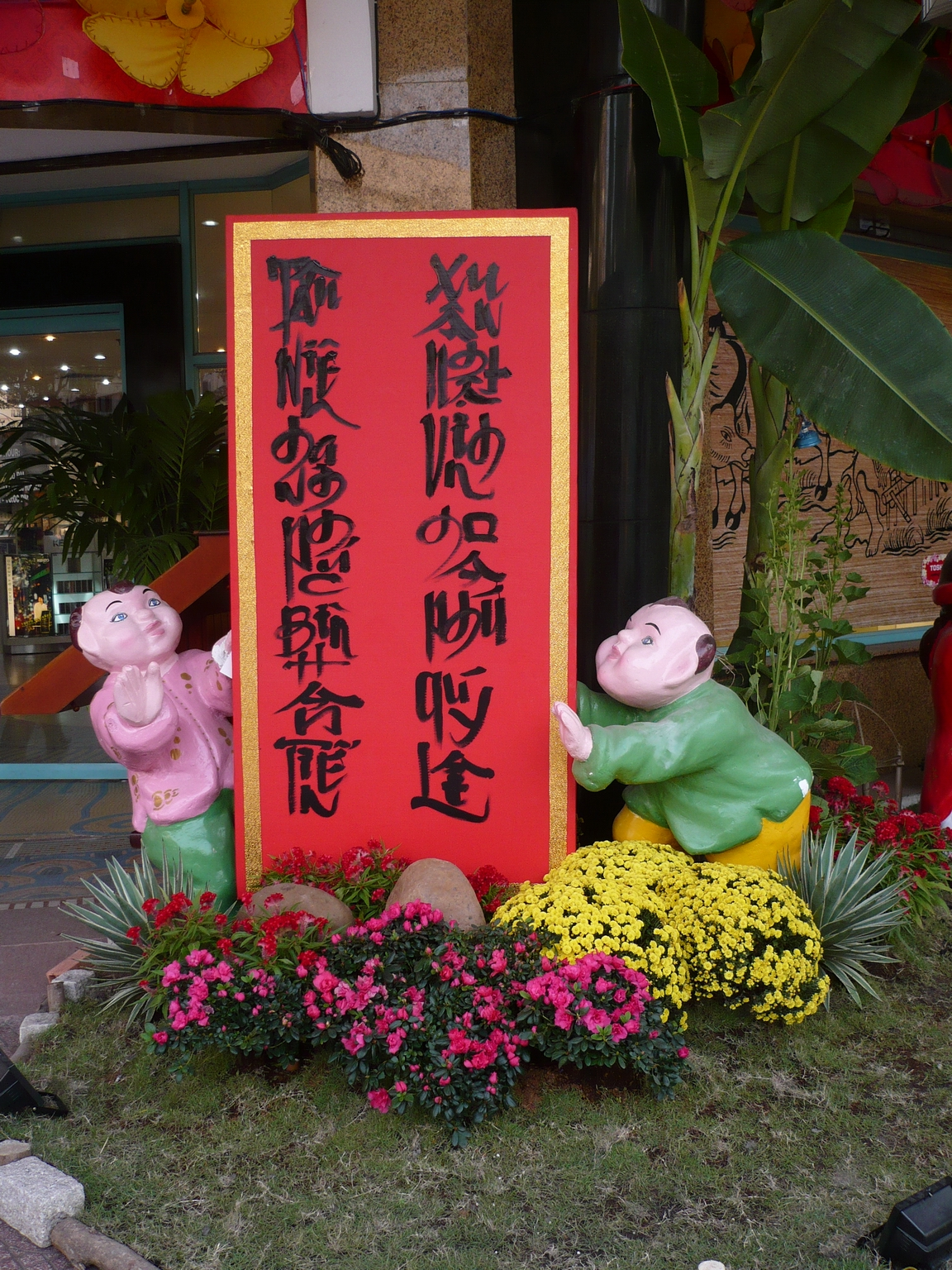
位於阮惠大路花卉展覽會中的越南國語字書法：
Tân niên hạnh phúc bình an tiến（新年幸福平安進）
Xuân nhật vinh hoa phú quý lai（春日榮華富貴來）

越南書法有著悠久的歷史，近代以前越南書法只書寫漢字和喃字，然而，現代的越南書法也常常書寫建立在拉丁字母基礎上的國語字，并在越南很受歡迎。

## 漢字書法
過去，越南的書寫系統由漢字和喃字組成，往往只有知識分子和社會上層人士才掌握它們，但建立在這兩種文字上的越南書法仍在越南人的生活中扮演著重要角色。在某些節日和慶典中（如：陰曆新年），人們會在村子里請教書先生或文人為他們寫對聯、春貼等。不識漢字的人也通常會邀請文人為他們寫祈禱文，并在寺廟里將他們燒去以求實現愿望。這些專門為人寫漢字書法的人稱為圖翁。